# Stendaler Rohrwiesen
Stendaler Rohrwiesen este o arie protejată (arie specială de conservare — SAC, sit de importanță comunitară — SCI) din Germania întinsă pe o suprafață de 180 ha, integral pe uscat.

## Localizare
Centrul sitului Stendaler Rohrwiesen este situat la coordonatele 52°33′53″N 11°53′07″E / 52.5647°N 11.8853°E.

## Înființare
Situl Stendaler Rohrwiesen a fost declarat sit de importanță comunitară în martie 2004 pentru a proteja 1 specie de animale. Situl a fost protejat și ca arie specială de conservare în decembrie 2018.

## Biodiversitate
Situată în ecoregiunea continentală, aria protejată conține 1 habitat natural: Păduri acidofile de stejar bătrân cu Quercus robur pe câmpii nisipoase.
La baza desemnării sitului se află o specie protejată de  mamifere: vidră de râu (Lutra lutra)
Pe lângă speciile protejate, pe teritoriul sitului au mai fost identificate 4 specii de amfibieni, 5 specii de mamifere.